# Villa Mi Serranía
Villa Mi Serranía es una localidad argentina perteneciente al partido de Olavarría, localizado en el interior de la provincia de Buenos Aires.

## Ubicación
Se encuentra sobre la ruta provincial 51, 17 km al sur de la ciudad de Olavarría, cabecera del partido homónimo. Asimismo, se encuentra aproximadamente a unos 350 km de la Ciudad Autónoma de Buenos Aires.

## Población
Cuenta con 167 habitantes (Indec, 2010), lo que representa un descenso del 20% frente a los 211 habitantes (Indec, 2001) del censo anterior.
| Gráfica de evolución demográfica de Villa Mi Serranía entre 1991 y 2010 |
|                                                                         |
| Fuente: Censos nacionales del INDEC                                     |